# 格尔德
格尔德（德語：Göhrde，發音：[ˈɡøːɐ̯də]）是德国下萨克森州吕肖-丹嫩贝格县的市镇，面积40.75平方千米，2023年12月31日人口为559人。